# Hongkongská Charta 2021
Hongkongská Charta 2021 vznikla 14. března 2021. Představuje závazek pokračovat v prodemokratickém hnutí za Hongkong a vytvořit rámec pro mezinárodní advokační činnost. V souvislosti s posledními kroky Číny, která zatkla většinu prodemokratických vůdců a přepsala volební pravidla v Hongkongu, její autoři zdůrazňují význam budování nestranické fronty mezi hongkongskými diasporami. Text sestavila skupina osmi hongkongských exilových aktivistů - Nathan Law, Ted Hui, Glacier Kwong, Sunny Cheung, Brian Leung, Ray Wong, Sixtus "Baggio" Leung, Alex Chow.

## Historické souvislosti
Čínská lidová republika se při převzetí Hongkongu zavázala že po dobu padesáti let zachová v Hongkongu „vysoký stupeň autonomie“, včetně občanských svobod a nezávislých soudů. Tzv. Základní zákon (Basic Law) z roku 1990 zahrnoval současně revidovanou verzi původního článku 23 (1987), která předpokládala schválení zákonů na ochranu „státní bezpečnosti“ hongkongskou verzí parlamentu, tzv. Legislativní radou. V roce 2014 se způsob volby hongkongského „správce“ stal popudem k tzv. deštníkové revoluci. Další mohutné demonstrace v letech 2019-2020 vyvolal pokus ČLR článek 23 obejít zavedením extradičního zákona, umožňujícího vydávání obviněných na čínskou pevninu. Hrozilo, že hongkongská opozice by mohla získat přes pečlivě manipulovaný volební systém většinu hlasů ve volbách do Legislativní rady, což by jí teoreticky umožnilo odvolat Pekingem dosazenou vládu.
Po brutálních policejních zásazích a zatýkání napomohl zákon o státní bezpečnosti, schválený v létě 2020, ke zpětné kriminalizaci protestů i jakýchkoli prodemokratických aktivit. Zákon vymezuje čtyři typy trestných činů, jež na jeho základě budou postihovány: snahy o odtržení, podvratná činnost, terorismus a spolčení s cizími silami. Podle článků 36-39 lze zákon uplatnit i na osoby, které nemají hongkongské občanství ani trvalý pobyt, a které se daného činu dopustí mimo Hongkong.
Zákon umožnil odstranění zbytků prodemokratické opozice v hongkongském parlamentu a donutil většinu opozičních lídrů i aktivistů opustit zemi. Již první den účinnosti zákona zatkla čínská policie 400 demonstrantů a roku 2023 bylo ve vězení více než 1 000 aktivistů. Některým zahraničním novinářům, působícím v Hongkongu, nebyla prodloužena akreditace, jiná média se rozhodla odejít. Čínská vláda označila primárky opozičních stran, kterých se zúčastnilo 600 000 voličů, za nelegální "provokaci" proti tomuto zákonu. Řada občanů Hongkongu, kteří se voleb zúčastnili, následně čelí obvinění z podvratné činnosti. V Hongkongu začala působit Kancelář pro státní bezpečnost obsazená čínskou policií a o vydání trestně stíhaných do pevninské Číny rozhoduje jí dosazený správce Zvláštní administrativní oblasti.
Prohlášení Hongkongské Charty 2021, inspirované Chartou 77, je reakcí na ztrátu občanských svobod, pronásledování a věznění hongkongských aktivistů, které donutilo tisíce z nich odejít do exilu. Patří k nim i spoluautoři Charty Brian Leung, Bagio Leung, Ted Hui, Alex Chow nebo Nathan Law.  Pro většinu už neexistuje možnost návratu a vytvářejí krajanská společenství v zemích, kde nalezli azyl.

## Prohlášení Hongkongské Charty 2021
1. Od čínsko-britských jednání v 80. letech 20. století bojují obyvatelé Hongkongu za demokratický systém s cílem zvolit hlavu státu a zákonodárný sbor, který by zastupoval obyvatele Hongkongu. Od předání svrchovanosti v roce 1997 Komunistická strana Číny opakovaně podkopávala ducha čínsko-britské společné deklarace a základního zákona a nikdy nedodržela svůj závazek k demokracii a autonomii. Teprve po vypuknutí protestů proti extradičnímu zákonu v roce 2019 povstali obyvatelé Hongkongu do boje za demokracii a svobodu, aby byli potlačeni násilím a desítky tisíc protestujících byly zatčeny. Po zavedení zákona o národní bezpečnosti ztratili obyvatelé Hongkongu svobodu projevu a shromažďování, lidé v Hongkongu byli často vězněni a ti, kteří byli politicky pronásledováni, odešli do exilu.
2. Odvaha a obětavost hongkongského lidu přitáhly pozornost mezinárodního společenství k demokratickému hnutí v Hongkongu. Doufáme, že se nám na začátku roku 2021 podaří sjednotit mezinárodní frontu hongkongského lidu prostřednictvím Hongkongské charty a sjednotit zámořskou hongkongskou komunitu k plánování a přípravě dlouhodobé cesty k obnově Hongkongu. Jsme odhodláni bojovat proti hegemonii a útlaku Komunistické strany Číny a bojovat za demokracii a svobodu hongkongského lidu, chránit a prosazovat autonomní vůli hongkongského lidu doma i v zahraničí a vyzvat mezinárodní společenství k boji proti rozšiřování čínské komunistické moci a ke společné ochraně hodnot demokracie a svobody.

#### Víra hongkongské diaspory
3. Hongkongská diaspora bude i nadále pracovat pro blaho hongkongského lidu jako celku a pro společné dobro hongkongského lidu. Měli bychom také dobře využít volného prostoru v zahraničí k tomu, abychom se vyjadřovali a obhajovali hongkongské problémy, zejména ty, které se v Hongkongu kvůli politickému násilí obtížně prosazují.
4. Protestní hnutí by mělo aktivně hledat více spojenců a sjednotit více obyvatel Hongkongu, aby se předešlo vzniku vnitřních konfliktů, které by odčerpávaly naši energii.
5. Obyvatelé Hongkongu, kteří Hongkong opustili, by si měli vzájemně pomáhat a usnadnit integraci dalších hongkongských exulantů do místních komunit. Budeme udržovat ducha hongkongského odporu až do dne, kdy se dočkáme osvobození Hongkongu.
6.  Jádrem naší politické práce bude blaho a hodnoty Hongkongčanů. Budeme usilovat o demokratickou transformaci Hongkongu, o uskutečnění svobody, autonomie a demokracie, které byly Hongkongu slíbeny.

#### Hongkong
7.  Obyvatelé Hongkongu jsou jedinečnou komunitou s vlastní osobitou kulturou, historií, zkušenostmi a hodnotami. Naše identita, historie a kulturní hodnoty by měly být respektovány, chráněny, zapisovány, zaznamenávány a uchovávány různými způsoby, aby se zabránilo oficiálnímu falšování historie.
8.  Obyvatelé Hongkongu mají právo rozhodovat o budoucnosti a záležitostech Hongkongu, včetně jakýchkoli sociálních, institucionálních a ústavních reforem. Hongkongští obyvatelé se musí těšit demokratickému, autonomnímu a svobodnému systému. Demokracie zahrnuje vládu a zákonodárný sbor volené přímo lidem. Autonomie znamená, že místní záležitosti jsou osvobozeny od zásahů Komunistické strany Číny. Svoboda znamená zajištění sociálních a ekonomických práv pro lidi, jak je stanoveno ve Všeobecné deklaraci lidských práv, Mezinárodním paktu o občanských a politických právech a dalších mezinárodních úmluvách.
9. V hongkongské vládě by měla existovat dělba moci, přičemž soudní, výkonná a zákonodárná moc by si neměly být vzájemně podřízeny. Systém právního státu by měl být založen na nejvyšší zásadě omezení veřejné moci a projevu spravedlnosti. Rozhodnutí soudců by měla být v souladu s lidskými právy a právním státem a místní Nejvyšší soud by měl mít pravomoc vykládat ústavu bez zásahů Komunistické strany Číny.
10. Drakonický Hongkongský zákon o národní bezpečnosti porušuje svobodu projevu, osobní svobodu a politickou svobodu obyvatel Hongkongu a musí být okamžitě odmítnut. Vláda musí přestat kriminalizovat slovní projevy, propustit všechny politické vězně a zaručit Hongkongčanům svobodu demonstrací, protestů, sdružování, publikování a projevu. Vláda musí stáhnout všechna obvinění proti politickým exulantům.
11.  Komunistická strana Číny svévolně zasahuje do hongkongské občanské společnosti, ničí hodnoty, zásady a morálku všech profesí a nutí obyvatele Hongkongu, aby se podřídili její despotické vládě. Vyzýváme veřejnost, aby hájila svůj vlastní prospěch a nepodílela se na režimu.
12. Pod přímým velením Komunistické strany Číny a za slepé poslušnosti hongkongských vládních úředníků se policejní síly staly zbraní totalitního režimu k potlačování požadavků a práv lidí. Policejní systém musí být reformován tak, aby byl vytvořen sbor policistů, který bude skutečně sloužit lidem a bude plně pod jejich dohledem a pravomocí.

#### Čína
13. Komunistická strana Číny má v Čínské lidové republice monopol na veškerou moc a uplatňuje diktaturu jedné strany bez jakékoli možnosti demokratické autonomie, dělby moci, brzd a protivah, rovnosti v právním státě a důstojnosti lidských práv. Pouze ukončení diktatury jedné strany a zavedení demokratického systému může vést k reformě stávajícího čínského systému, která umožní realizovat hodnoty demokracie a svobody.
14. Demokratické hnutí v Hongkongu je namířeno proti politickému násilí Komunistické strany Číny a diktatuře jedné strany, nikoli proti čínským občanům žijícím pod vládou čínského komunistického režimu. Vyzýváme čínský lid, který se věnuje prosazování politických reforem v Číně, aby se k nám připojil v boji proti tyranii
15.  Komunistická strana Číny není "pacifistická, za jakou se vydává. Je to autokratická organizace, která se snaží narušit legitimitu demokratického systému a upevnit vlastní autoritu vývozem totalitarismu prostřednictvím různých státních programů.
16.  Komunistická strana Číny musí zastavit veškeré politické represe, včetně pronásledování aktivistů za lidská práva a právníků, a chránit politická práva svých občanů podle ústavy.
17.  Komunistická strana Číny musí ukončit autoritářskou digitální vládu, přestat využívat velké objemy dat ke sledování myšlení a chování lidí a vrátit lidem moc a chránit jejich právo na soukromí.
18.  Komunistická strana Číny musí okamžitě ukončit kulturní čistky a genocidu etnických menšin ve Vnitřním Mongolsku, Tibetu a Sin-ťiangu, respektovat etnický a náboženský pluralismus a zaručit jim legitimní politická práva a práva na autonomii, která jim byla slíbena. Komunistická strana Číny musí ukončit vojenské zastrašování Tchaj-wanu a respektovat právo tchajwanského lidu na demokratické sebeurčení a autonomii.

#### Svět
19. Měli bychom pracovat na mezinárodní obhajobě napříč stranami a snažit se oslovit více spojenců, kteří podporují Hongkong. 
20. Lidská práva a demokracie jsou stejně jako klimatická krize globálními nadnárodními otázkami správy věcí veřejných. Měli bychom usilovat o spolupráci mezinárodního společenství, jako jsou demokratické vlády, nadnárodní korporace a organizace občanské společnosti, s cílem sledovat a potírat expanzi čínského komunistického režimu a politické, hospodářské, právní, vojenské a technologické hrozby, které představuje pro globální demokracii a svobodu.
21. Naše propagační činnost by měla  aktivně propojovat zastánce demokracie a svobody po celém světě a podporovat vazby s reformátory, kteří bojují proti totalitě a za demokracii.
22.  Naše advokační činnost by měla být aktivně propojena se sociálními hnutími za klimatickou spravedlnost a rasovou rovnost, a sjednocovat komunity bojující za sociální spravedlnost a chránící půdu pro demokracii a autonomii, aby získaly od demokratičtějších vlád podporu pro hongkongská demokratická hnutí.
23. Naše advokační činnost by měla podporovat svobodný svět v jeho obraně proti expanzionismu totalitních režimů, aby zabránila erozi demokratických hodnot, zúžení prostoru pro svobodu a rozvracení základů spravedlivé společnosti.
24. Naše advokační činnost by se měla spojit se spojenci ve svobodném světě a prosazovat univerzální hodnoty svobody, autonomie, rovnosti, plurality, spravedlnosti a demokratického vládnutí.
25. Mezinárodní společenství by nemělo těžit z porušování lidských práv ze strany Komunistické strany Číny. Jako součást svobodného světa sdílí Hongkong stejné hodnoty s demokratickými zeměmi. Svobodný svět se musí spojit, aby chránil demokratické hodnoty pod hrozbou totalitarismu.

## Iniciátoři Charty 2021
- Nathan Law Kwun Chung
- Ted Hui Chi Fung
- Glacier Kwong Chung Ching
- Sixtus "Baggio" Leung Chung Hang
- Sunny Cheung Kwan Yang
- Brian Leung Kai Ping
- Ray Wong Toi Yeung
- Alex Chow Yong Kang